# Liste der Monuments historiques in Huelgoat
Die Liste der Monuments historiques in Huelgoat führt die Monuments historiques in der französischen Gemeinde Huelgoat auf.

## Liste der Bauwerke
| Bezeichnung                     | Beschreibung | Standort             | Kennzeichnung | Schutzstatus | Datum | Bild           |
| ------------------------------- | ------------ | -------------------- | ------------- | ------------ | ----- | -------------- |
| Kapelle Notre-Dame-des-Cieux    |              | Rue des Cieux (Lage) | PA00090006    | Classé       | 1914  | weitere Bilder |
| Kirche St-Yves                  |              | (Lage)               | PA00090007    | Inscrit      | 1926  | weitere Bilder |
| Menhir de la mare aux sangliers |              | (Lage)               | PA00090009    | Classé       | 1930  |                |
| Menhir du Cloître               |              | Le Cloître (Lage)    | PA00090008    | Inscrit      | 1980  | weitere Bilder |

## Liste der Objekte

### Kirche St-Yves
| Bezeichnung                                                 | Beschreibung                  | Standort | Kennzeichnung | Schutzstatus | Datum | Bild |
| ----------------------------------------------------------- | ----------------------------- | -------- | ------------- | ------------ | ----- | ---- |
| Kelch                                                       | Silber, vergoldet; 1672       | (Lage)   | PM29000362    | Classé       | 1962  |      |
| Skulptur Christus am Kreuz                                  | Holz; 17. Jahrhundert         | (Lage)   | PM29000363    | Classé       | 1963  |      |
| Skulpturengruppe: der heilige Yves, der Reiche und der Arme | Holz, bemalt; 17. Jahrhundert | (Lage)   | PM29000361    | Classé       | 1914  |      |

### Kapelle Notre-Dame-des-Cieux
| Bezeichnung                                       | Beschreibung          | Standort | Kennzeichnung | Schutzstatus | Datum | Bild           |
| ------------------------------------------------- | --------------------- | -------- | ------------- | ------------ | ----- | -------------- |
| Altar mit Retabel                                 | Holz; 17. Jahrhundert | (Lage)   | PM29000366    | Classé       | 1914  | weitere Bilder |
| Zwei Bleiglasfenster                              | 16. Jahrhundert       | (Lage)   | PM29000364    | Classé       | 1996  | weitere Bilder |
| Acht Bas-reliefs mit Szenen aus dem Leben Christi | Holz; 15. Jahrhundert | (Lage)   | PM29000365    | Classé       | 1914  |                |